# Joshua Collingwood
Joshua Kane Collingwood (* 17. Juli 1977 in Wagga Wagga) ist ein ehemaliger australischer Straßenradrennfahrer.
Joshua Collingwood wurde 1995 bei der Straßen-Radweltmeisterschaft in Forlì Weltmeister im Einzelzeitfahren der Juniorenklasse. In der Saison 2000 wurde er Profi bei dem US-amerikanischen Jelly Belly Cycling Team. Im Jahr darauf wechselte er zu der tschechischen Mannschaft Wüstenrot-ZVVZ. 2005 war Collingwood bei dem Mannschaftszeitfahren der Herald Sun Tour erfolgreich. In der Saison 2006 fuhr er für das deutsche Continental Team Regiostrom-Senges.

## Erfolge
1995
- Weltmeister – Einzelzeitfahren (Junioren)

2005
- Mannschaftszeitfahren Herald Sun Tour

## Teams
- 1996 Giant - AIS
- 1997 St Quentin Oktos; Australian National Team
- 1999 Sintofarm
- 2000 Jelly Belly Cycling Team
- 2001 Wüstenrot-ZVVZ
- 2006 Regiostrom-Senges